# 垣内忠質
垣内 忠質（かきうち ただかた）は江戸時代後期の豪商。紀伊国有田郡栖原村垣内太郎兵衛家第9代。文芸を嗜み、亀田鵬斎等と交流した。

## 生涯
宝暦9年（1759年）紀伊国栖原垣内家第8代垣内繁安の次男として生まれた。幼名は松之助で、後に弥市と改めた。兄が夭折したため家督を継ぎ、太郎兵衛と称した。幼くして江戸茅場町本店に勤務し、成長後は房総半島を視察して家業に精通した。支配人辻甚七と協議の上、新和泉町支店を弟垣内孝友に譲り、本店を深川西永代町に移転し、河岸地に蔵を構えて流通の便を図った。30年間事業を拡大し、余剰資金で土地を購入して店舗を新設した。
老後は十兵衛と称し、隠宅の庭に花を植え、吉日には客を迎えて宴を開き、和歌・書道を披露した。藩主徳川治宝に西浜御殿に招かれて書を求められ、「先祖は代々俗務のことで招かれていたが、文雅のことで招かれたのは自分が初めてだ。」と喜んだ。子垣内広敬・甥菊池海荘と郡内の豪家を回って屋敷・庭園の華美を諌め、義倉を設置したため、数年後の天保の大飢饉で郡内は被害を免れたという。
天保11年（1840年）3月病気に罹り、4月3日82歳で死去し、了斎の諡号を与えられた。生前のある晩、義孫垣内惟聡と江戸でのことを語り合ったが、将来のことには一言も触れなかったという。施無畏寺に葬られ、天保12年（1841年）6月伊藤弘済撰・北畠蓼洲書・甥菊池海荘題額の墓碑が建てられた。

## 人物
伊藤仁斎の聖学、米芾の書を学び、骨董・和歌・謡曲を好んだ。酒は飲まなかった。
毎晩寝る前下女に蝋燭を持たせて子孫宅を巡回した。ある晩、姪孫保がいたずらで蝋燭を抜き出したところ、7,8個の欠片を一つに集めて使い回していたため、ばらばらに折れてしまったという。
文政5年（1822年）横田汝圭筆の肖像画が渥美コレクションに所蔵されるが、亀田鵬斎は讃において「我斯の像を睹るに、真に逼ること少きなり。」と酷評している。木村蒹葭堂『蒹葭堂日記』にも垣内太郎兵衛の名が見える。

## 親族
- 父：垣内繁安（第8代太郎兵衛、義同）
- 兄 - 夭折[7]。
- 弟：垣内孝友（初代孫左衛門、淡斎）
- 姉妹：栄（栄好） - 垣内元綽（太郎左衛門、敬念）妻[8]。
- 姉妹[7]
- 妻：登美（妙了）[9] - 湯浅村谷輪与右衛門娘[10]。死別後、天保12年（1841年）広敬と大坂に移り、天保13年（1842年）1月21日77歳で死去し、施無畏寺に葬られた[9]。
- 長男 - 夭折[1]。
- 次男 - 夭折[1]。
- 養子：垣内広敬 - 弟孝友の子[1]。